# Grote Prijs Memling 1947
De Grote Prijs Memling/Jef Somers 1947 was de derde editie van de Belgische eendagswedstrijd georganiseerd op zondag 3 augustus 1947 met vertrek en aankomst in Hoboken. De wedstrijd werd georganiseerd door de supportersvereniging van Joseph Somers die een lokaal hadden op de Sint-Bernardsesteenweg 828 te Hoboken. De Oost-Vlaming Michel Remue won voor Stan Verschueren in een sprint.

## Parcours
Vanuit Hoboken en het lokaal Memling naar het Schoonselhof waar het officiële startschot werd gegeven om 13u30 richting Mortsel dan langs Wommelgem, Wijnegem, Schilde, Westmalle, Wechelderzande, Poederlee, Vosselaar, Grobbendonk, Bouwel, Nijlen, Kessel, Lier, Duffel, Mechelen, Willebroek, Breendonk, Boom, Niel en Hemiksem. Als men dan terug aankwam in Hoboken dan werden er zeven lokale rondes afgelegd langs de Sint-Bernardsesteenweg, De Bruynlaan, 7de Olympiadelaan, Boomsesteenweg, Kolonel Silvertoplaan, Sint-Bernardsesteenweg, Fons De Cockstraat, Lage Weg, Ijskelderstraat, Berkenrodelaan, Kioskplaats, Van Amstelstraat, Marneflaan, Merelhoflaan, Eikenlei terug naar de Sint-Bernardsesteenweg waar dan de aankomst lag.

## Prijzen
Er werd een totaal aan prijzen verdeeld van 25.000 frank.
| Totaal    | 1e   | 2e   | 3e   | 4e   | 5e   | 6e   | 7e   | 8e   | 9e  | 10e | 11e | 12e | 13e | 14e | 15-16e | 17-19e | 20-23e | 24-26e |
| --------- | ---- | ---- | ---- | ---- | ---- | ---- | ---- | ---- | --- | --- | --- | --- | --- | --- | ------ | ------ | ------ | ------ |
| 25.000 fr | 3750 | 3000 | 2500 | 2000 | 1750 | 1250 | 1150 | 1000 | 900 | 800 | 700 | 600 | 500 | 450 | 400    | 350    | 250    | 200    |

## Verloop
Na de start in Hoboken vertrokken de renners voor een snelle start doorheen de Kempen met een gemiddelde van 45 km/u in de eerste 100 km van de wedstrijd. Joseph Somers probeerde een aantal keren weg te raken maar moest ter hoogte van Vorselaar opgeven met een kapot versnellingsapparaat. Verder vielen ook René Mertens, Gust Van Mirlo, Jozef Van der Helst en meerdere andere renners uit. Net voor de zeven lokale ronden sprong Jef Van Linden en Louis Joris weg van het peloton. Zij werden terug gegrepen en in de tweede lokale ronde probeerde Georges Claes het maar die reed niet veel later lek.
In de derde lokale ronde kwam er een aanval van Michel Remue en Stan Verschueren enkel Maurice De Wannemaeker kan volgen. Achter de groep probeerde Maurits Mollin nog naar het toe te rijden maar hij wordt terug gegrepen door de achterliggende renners. De volgende aanval is van de Nederlander Bernard Franken die samen met Gust Van Gaever en Marcel Rijckaert weg reed van de overgebleven achtervolgers. In de kopgroep reed De Wannemaeker nog leeg en zou pas 26e worden.
De sprint werd gewonnen door Michel Remue voor Stan Verschueren. Daarachter was Marcel Rijckaert de snelste voor Van Gaever en Franken. Van het overgebleven peloton kon Frans Decoster nog wegspringen en eindigde vijf seconden voor Eugeen Jacobs daarachter volgden nog Jef Hoogaerts, Maurits Mollin, Louis Joris, Joseph Meert en Fons Abeele op 1 min en 30 seconden. Op 5 min van de winnaar kwam een groepje met Raymond De Smedt, Jan Dielis, Robert Vercammen, Dolf Verschueren en meerdere anderen.

## Uitslag
| Plaats  | Naam             | Ploeg              | tijd     |
| ------- | ---------------- | ------------------ | -------- |
| Winnaar | Michel Remue     | Groene Leeuw       | 4u30'00" |
| 2       | Stan Verschueren |                    | z.t.     |
| 3       | Marcel Rijckaert | Mercier-Hutchinson | +50"     |
| 4       | Gust Van Gaever  |                    | z.t.     |
| 5       | Bernard Franken  |                    | z.t.     |
| 6       | Frans Decoster   |                    | +1'05"   |
| 7       | Ward Peeters     |                    | +1'10"   |
| 8       | Eugeen Jacobs    | Mertens Sport      | z.t.     |
| 9       | Jef Hoogaerts    |                    | z.t.     |
| 10      | Maurits Mollin   |                    | z.t.     |